# 韋斯萊努彭峰
72°7′S 2°13′E / 72.117°S 2.217°E
韋斯萊努彭峰（英語：Veslenupen Peak）是南極洲的山峰，位於東部南極洲的毛德皇后地，屬於耶爾斯維克山脈的一部分，是努普斯卡門嶺的北端，該山峰由挪威的製圖師根據空中照片繪入地圖。